# Francis A. Myers
Francis A. Myers (Spring Grove, 15 maart 1875 – Rome, 6 september 1960) was een Amerikaans componist, muziekpedagoog, dirigent en klarinettist.

## Levensloop
Myers studeerde aan de Medical School van de Johns Hopkins University in Baltimore, maar verliet deze institutie na 3 jaar om zich als klarinettist bij de bekende John Philip Sousa Marching Band aan te sluiten. In het blaasorkest van Sousa werkte hij gedurende vier jaar en wisselde vervolgens in het officiële harmonieorkest van de Wereldtentoonstelling in 1904, informeel ook Saint Louis World's Fair geheten, in Saint Louis. Verder was hij werkzaam in een orkest op het schip SS Potsdam van de cruisemaatschappij Holland-Amerika Lijn tussen New York en Antwerpen. Later was hij dirigent van zijn eigen harmonieorkest dat concerteerde in de Chautauaua Circuits.
In 1912 verhuisde hij naar Utica en werd muziekleraar aan verschillende scholen en dirigent bij diverse blaasorkesten. In 1922 richtte hij een privé Myers Band School and Conservatory of Music op.
Als componist schreef hij meer dan 200 publiceerde werken voor harmonieorkest (marsen, serenades, selecties, dansen).

## Composities

### Werken voor harmonieorkest
- 1904 The Invicible U.S.A., mars
- 1907 American Soldier, later bekend geworden als Bugle Boy March[1]
- 1910 For the Love of You, serenade voor harmonieorkest
- 1917 Troubadour Overture
- 1919 Twilight Hour, serenade
- 1922 Fireside Fantasy
- 1958 Debutante Overture
- Return of Victorious